# Wapen van Eritrea

Wapen van Eritrea

Het wapen van Eritrea werd aangenomen op 24 mei 1993, de dag dat Eritrea zich onafhankelijk verklaarde. Het wapen toont een dromedaris in natuurlijke kleuren, omringd door twee olijftakken.
Onder in het wapen staat een lint met daarop de officiële naam van het land in de drie officiële talen van Eritrea - Engels in het midden, Tigrinya links (van voren gezien) en Arabisch rechts.